# Soanierana (Taolanaro)
Soanierana è una città e comune del Madagascar situata nel distretto di Tolagnaro, regione di Anosy. 
La popolazione del comune rilevata nel censimento 2001 era pari a 9 453 unità.